# Eponíquio

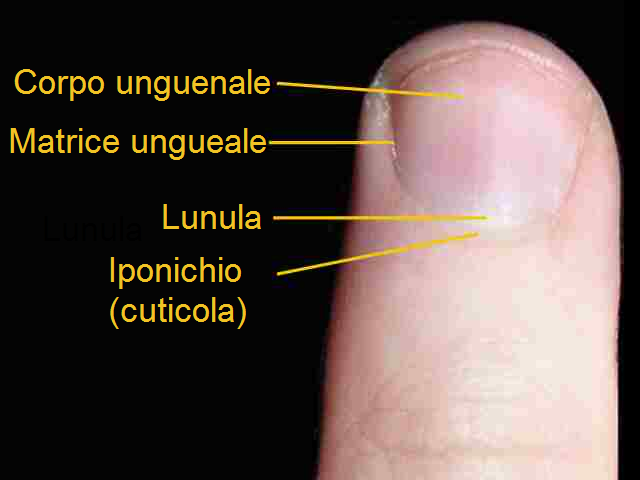
Localização do eponíquio (em italiano: iponichio)

Eponíquio é a estrutura ungueal responsável pela fabricação de células que dão origem ao pterígio, tecido que adere às unhas das mãos e dos pés e muitas vezes é confundido com a cutícula. Com espessura similar à de um fio de cabelo humano (cerca de 0,1 a 0,15 mm), o eponíquio está localizado na parte inferior da dobra proximal, por dentro da pele, sobre a matriz ungueal. O eponíquio é uma estrutura viva e sensível, enquanto o pterígio que ele produz é um tecido feito de células mortas que, por esse motivo, não é sensível à dor quando manipulado.
Há que se tomar muito cuidado com a remoção do pterígio e da cutícula quando esse procedimento for realizado com uso de aparelhos cortantes e pouco precisos como alicates de cutícula. Uma técnica mais segura e menos invasiva para remover esses tecidos é conhecida como "manicure com aparelho" e se caracteriza pelo processamento dos por meio de pequenas brocas de precisão, semelhantes às utilizadas na odontologia.
É surpreendente o fato de um tecido tão fino como o eponíquio ser capaz de produzir grandes volumes de pterígio. A explicação mais aceita é a de que o eponíquio é feito de um tipo específico de célula chamada “célula-tronco adulta”. Suspeita-se que o mesmo tipo de célula-tronco forme a matriz, responsável pela produção das células da placa ungueal. Pesquisas em andamento estão próximas de comprovar essa hipótese.